# Metasclerosoma sardum
Metasclerosoma sardum is een hooiwagen uit de familie Sclerosomatidae.